# Максима (королева Нидерландов)
Ма́ксима (нидерл. Máxima, урождённая Максима Соррегьета Черрути, исп. Máxima Zorreguieta Cerruti; род. 17 мая 1971, Буэнос-Айрес) — королева-консорт Нидерландов, супруга короля Виллема-Александра, невестка экс-королевы Беатрикс. Родилась в Аргентине. Имеет смешанное испанское и итальянское происхождение.

## Образование и работа
Максима Соррегьета родилась в Буэнос-Айресе, Аргентина, 17 мая 1971 года. Имя получила в честь прабабушки по отцовской линии. Её отец, Хорхе Соррегьета (1928—2017), был министром сельского хозяйства в правительстве аргентинского диктатора Виделы. Мать — Мария дель Кармен Серрути де Соррегьета (род. 1944). У Максимы большая семья: два родных брата — Мартин и Хуан, была одна родная сестра Инес, покончившая жизнь самоубийством (1984—2018), и есть три старших единокровных сестры, дети её отца от его первой жены Марии Лопес Гил — Мария, Долорес и Анхелес. Максима выросла в Буэнос-Айресе.

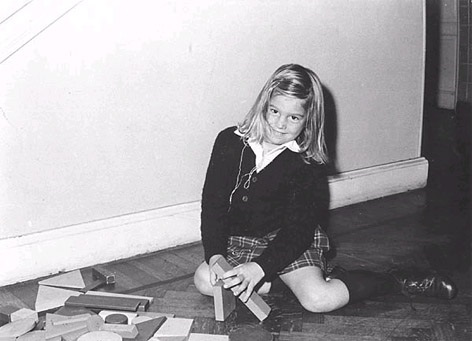
Максима в 1977 году

В 1988 году окончила школу Нортландс, а затем, в 1995 году факультет экономики Католический университет Аргентины. Ещё во время учёбы в университете Максима работала в Mercado Abierto SA, где занималась исследованиями в области программного обеспечения финансовых рынков. В 1992-1995 годах работала в отделе продаж Boston Securities SA, а также давала частные уроки английского и математики детям и взрослым.
С июля 1996 года по февраль 1998-го работала в банке HSBC James Capel Inc. в Нью-Йорке в должности вице-президента по продажам в странах Латинской Америки. Также работала в банках Dresdner Kleinwort Benson и Deutsche Bank. С мая 2000 года по март 2001-го работала в представительстве Deutsche Bank в Брюсселе.
Свободно говорит на трёх языках: испанском (её родной язык), нидерландском и английском. В меньшей степени владеет французским языком.

## Отношения с Виллемом-Александром
Максима познакомилась с Виллемом-Александром в апреле 1999 года в Севилье, Испания, во время Севильской весенней ярмарки. В интервью они заявили, что он представился только как «Александр», поэтому она не знала, что он принц. Она подумала, что он шутит, когда позже он сказал ей, что он принц Оранский и прямой наследник голландского престола. Согласно несанкционированной биографии «Максима. Строительство королевы», её пригласила в Севилью подруга, живущая в Нью-Йорке, которая открыто заявила, что познакомит её с двумя европейскими принцами. Они договорились встретиться еще раз через две недели в Нью-Йорке, где Максима работала в Dresdner Kleinwort Benson. Их отношения, по-видимому, начались в Нью-Йорке.
Новость об отношениях пары и возможных планах жениться вызвала споры в Нидерландах из-за участия отца Максимы Хорхе Соррегьета в качестве министра кабинета министров во время процесса национальной реорганизации, последнего периода аргентинской диктатуры. Пребывание её отца на посту министра в 1979-1981 годах пришлось на поздние этапы Грязной войны (1974-82), периода репрессий, в результате которых за семь лет военного режима было убито или насильно пропало около 30.000 человек. По просьбе Генеральных штатов Нидерландов Михаэль Бауд, голландский профессор латиноамериканских исследований, провел расследование причастности Соррегьеты к Грязной войне. Соррегьета утверждал, что, будучи гражданским лицом, он не знал о Грязной войне, пока был министром кабинета министров. Бауд установил, что отец Максимы не был непосредственно причастен ни к одному из многочисленных злодеяний, имевших место в тот период. Однако Бауд также пришел к выводу, что Соррегьета почти наверняка знал о них; по мнению Бауда, было крайне маловероятно, что член кабинета министров не знал бы о них. 

В 2024 году на канале Videoland в Нидерландах начался показ телесериала «Максима Соррегьета: Родина». Сериал посвящен её ранней жизни в Аргентине и встрече с Виллемом-Александром.

## Свадьба

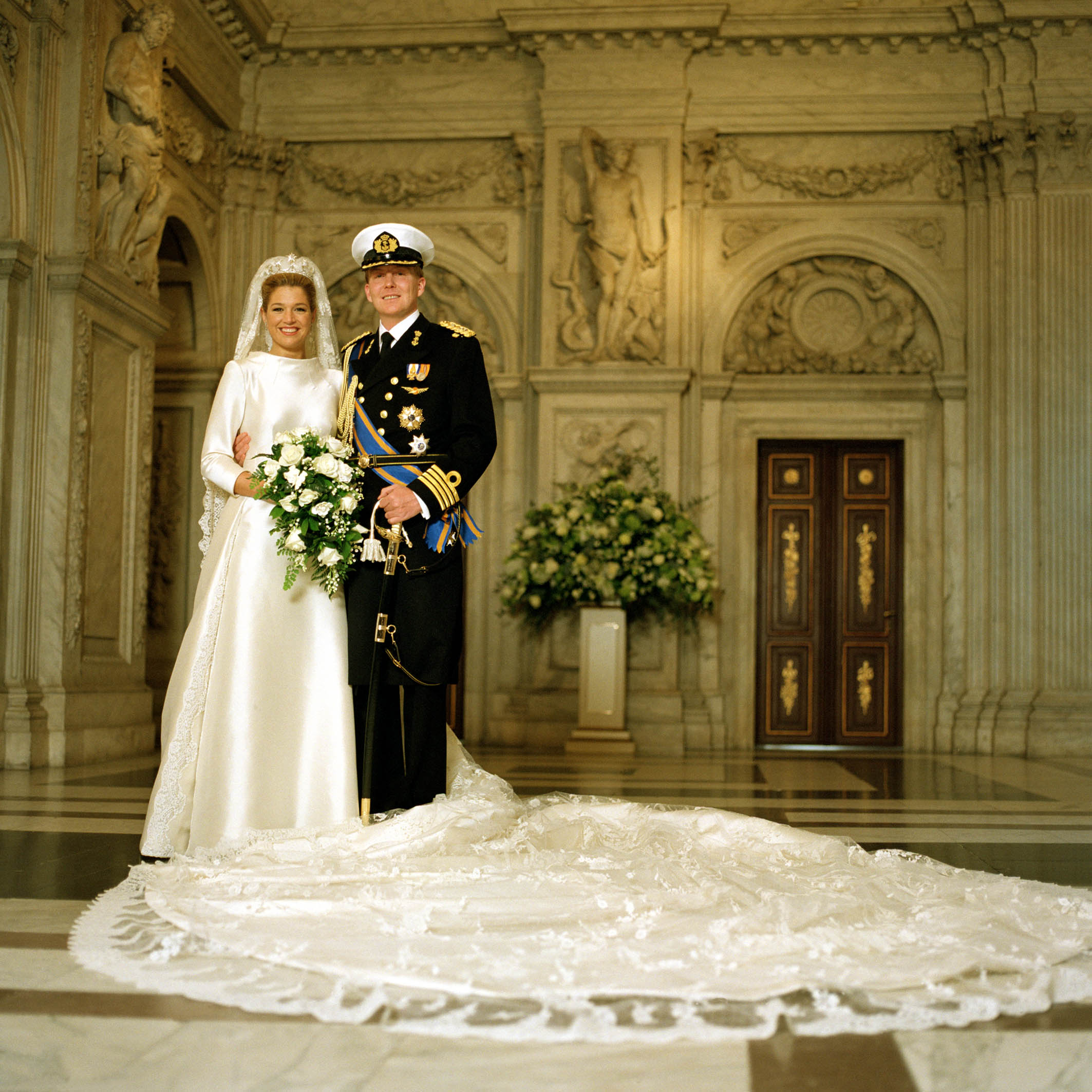
Королевская свадьба, февраль 2002 года

Пара объявила о своей помолвке 30 марта 2001 года; Максима обратилась к нации на голландском языке (которым в то время владела лишь на базовом разговорном уровне) во время прямой телевизионной трансляции. Максима получила голландское гражданство королевским декретом от 17 мая 2001 года и теперь имеет двойное гражданство: аргентинское и голландское. Позже в том же году Генеральные штаты официально одобрили помолвку — необходимый шаг для того, чтобы Виллем-Александр остался наследником престола.
Максима и Виллем-Александр поженились 2 февраля 2002 года на гражданской церемонии в Берс-ван-Берлаге, Амстердам, за которой последовала религиозная церемония в амстердамской Ньиве Керк («Новой церкви»). Родители Максимы не присутствовали на свадьбе; её отцу сказали, что он не сможет присутствовать из-за своей должности министра в кабинете министров во время процесса национальной реорганизации, а её мать решила не присутствовать без мужа.

## Дети
7 декабря 2003 года в госпитале Bronovo в Гааге у принца Виллема-Александра и принцессы Максимы родилась дочь — принцесса Катарина-Амалия Беатрикс Кармен Виктория. Её официальные титулы: Принцесса Нидерландов, Принцесса Оранская-Нассау. В линии наследования престола она занимает первое место.
Принцесса Алексия Юлиана Марсела Лорентин, вторая дочь Виллема-Александра и Максимы, родилась 26 июня 2005 года. Принцесса Алексия — вторая в линии наследования престола.
С 2003 года принц и принцесса с детьми жили в поместье Villa Eikenhorst в городе Вассенар.
10 апреля 2007 года в госпитале Bronovo в Гааге у Виллема-Александра и Максимы родилась третья дочь — принцесса Ариана Вильгемина Максима Инес. Принцесса является третьей в линии наследования престола.

## Деятельность

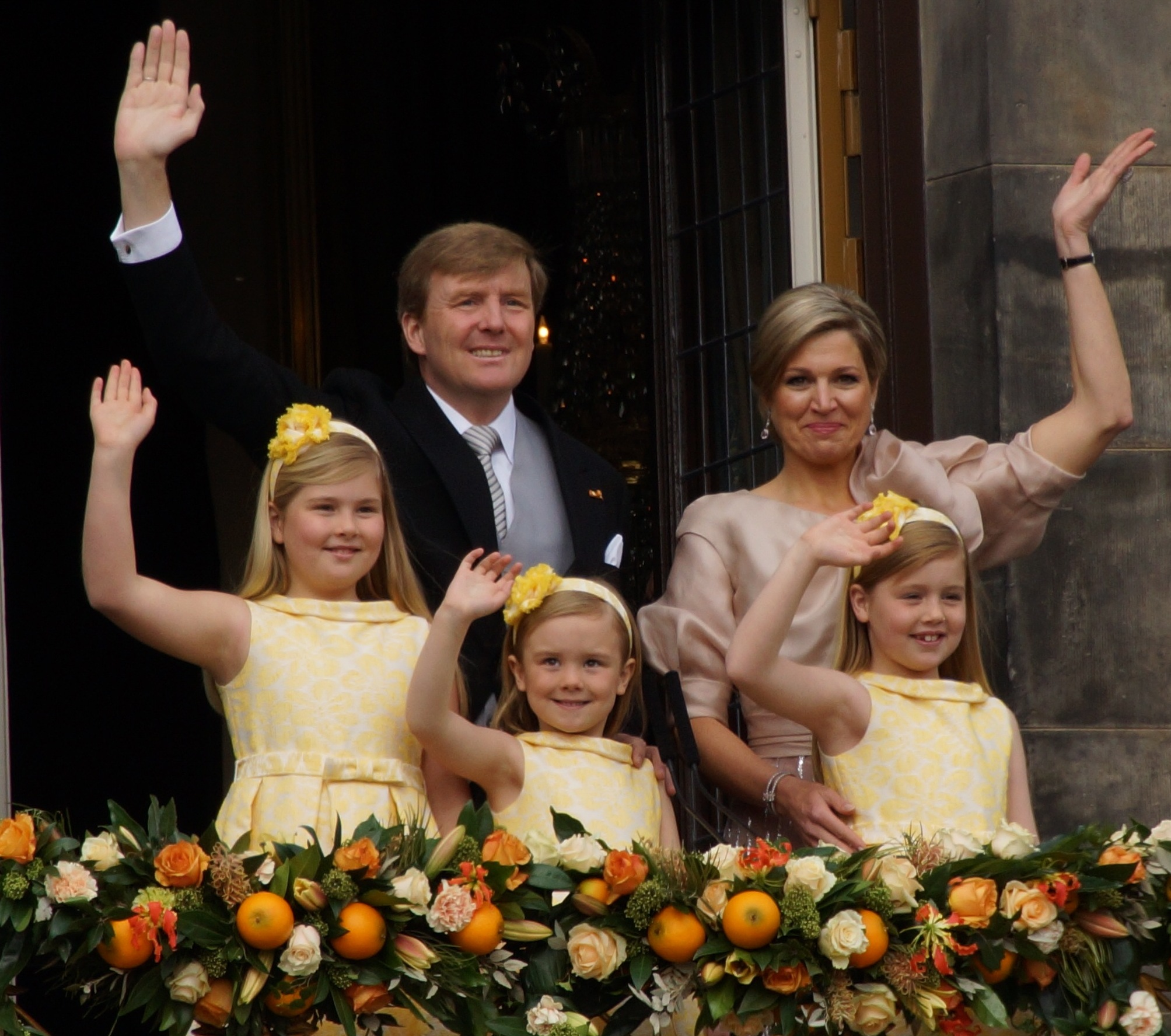
Виллем-Александр, Максима и их дочери на балконе Королевского дворца после отречения королевы Беатрикс в 2013 году

Королева Максима особенно заботится об интеграции иммигрантов в нидерландскую культуру. Она была членом специальной парламентской комиссии, которая пыталась рекомендовать пути расширения участия женщин-иммигрантов в рабочей силе. Максима подчеркивает важность изучения нидерландского языка иммигрантами (как это сделала она) для полноценного участия в жизни голландского общества. Голландский – третий язык королевы; она также свободно владеет испанским (её родным языком) и английским. Она владеет французским на разговорном уровне.

В 2007 году Максима непреднамеренно вызвала волну массовой критики, когда в своем выступлении перед Научным советом по правительственной политике она сказала, что за те семь лет, что она прожила в Нидерландах, ей так и не удалось обрести голландскую идентичность. Цитируется, что Максима сказала следующее:
... но что такое «голландская самобытность»? Нет, я ее не нашла. Нидерланды - это: большие окна без занавесок, чтобы каждый мог заглянуть внутрь; а также приверженность к уединению и уюту. Нидерланды - это: одно печенье к чаю; но также большое гостеприимство и теплота. Нидерланды - это трезвость, контроль и прагматизм, но также и сочетание сильных эмоций. Нидерланды слишком разнообразны, чтобы их можно было описать одним клише. «Голландца» не существует. В качестве утешения я могу сказать вам, что «настоящего» аргентинца тоже не существует. Поэтому я нахожу очень интересным, что название доклада Научного совета по правительственной политике не «Голландская идентичность», а «Идентификация с Нидерландами». Это оставляет место для развития и разнообразия.

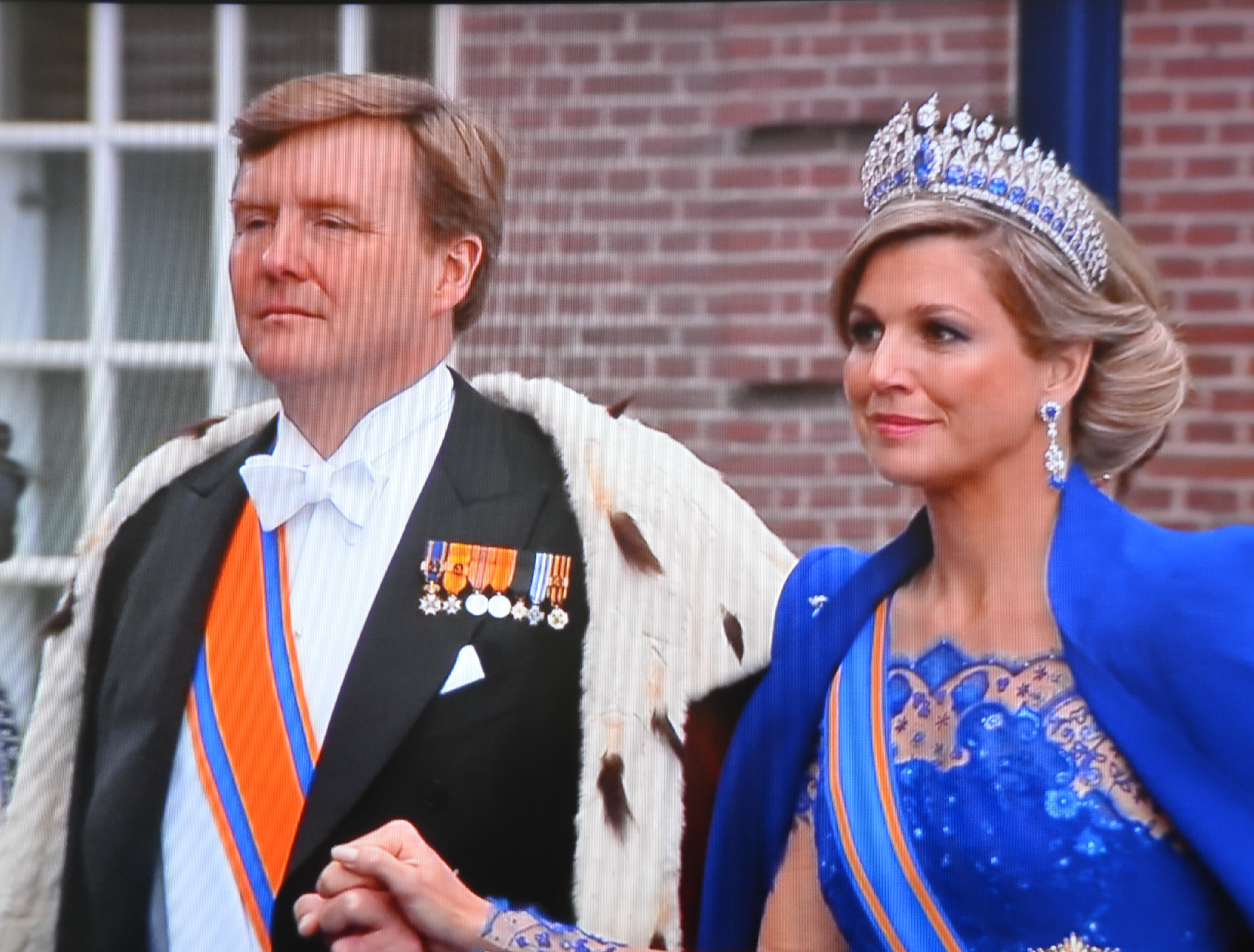
Король Виллем-Александр и королева-консорт Максима, 30 апреля 2013 года, сразу после коронации

Она участвует в конференциях по всему миру, представляя Нидерланды. 20 октября 2004 года ей было предоставлено место в Государственном совете Нидерландов, высшем консультативном органе и административном суде. С июля 2003 по 2005 год она была членом Комитета по обеспечению участия женщин из числа этнических меньшинств. Она является членом совета управляющих кафедры управления разнообразием и интеграцией Амстердамского свободного университета; она (вместе со своим мужем) является покровительницей Фонда Оранж (созданного для содействия социальному благополучию и сплоченности в Нидерландах).; она также возглавляет попечительский совет кафедры принца Клауса по вопросам развития и справедливости Международного института социальных исследований и Утрехтского университета.
Максима является одним из немногих членов королевских семей в мире, открыто поддерживающих права геев, и стала первым членом королевской семьи, посетившим конференцию, посвященную правам ЛГБТ, 5 марта 2008 года.
Королева Максима является почетным председателем платформы Money Wise с 2010 года. В этом качестве королева акцентирует внимание на важности финансового образования и разумного управления деньгами, особенно в том, что касается детей и молодежи. Королева выступает в качестве специального советника Платформы и консультируется с заинтересованными сторонами о способах повышения финансовой осведомленности и устойчивости людей.

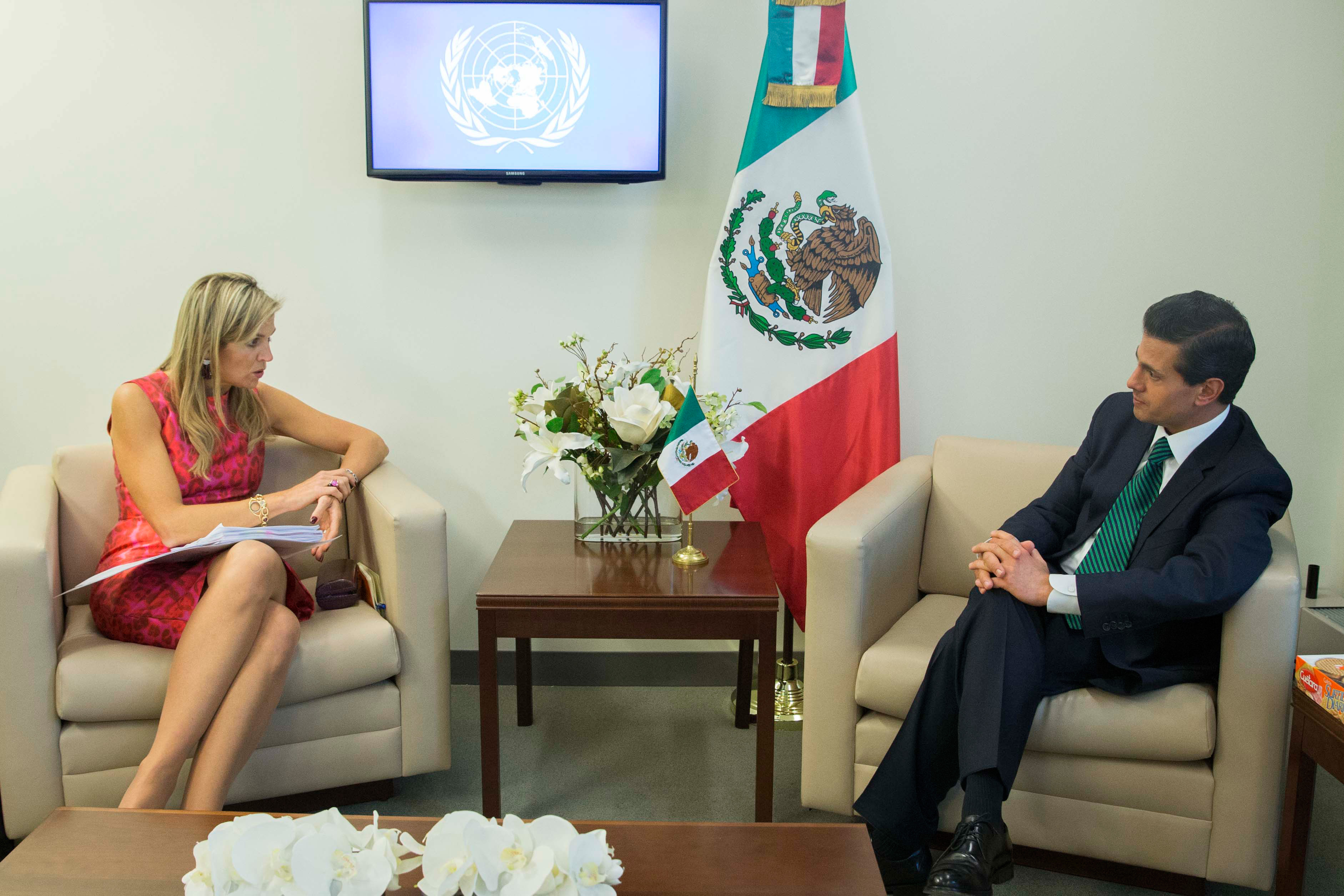
Максима в 2015 году с президентом Мексики Энрике Пенья Ньето

С 10 июня 2015 года королева Максима является почетным председателем платформы «Послы музыки в школе». Королева Максима уже несколько лет стремится предоставить как можно большему числу детей возможность заниматься музыкой.
Королева Максима является членом Комитета по предпринимательству и финансам, который в 2011 году сменил Совет по микрофинансированию. Королева стремится расширять возможности финансирования, как посредством обучения, так и путем предоставления кредитов новым и существующим малым предприятиям в Нидерландах. Она также работает над увеличением числа женщин-предпринимателей и расширением возможностей для расширения своего бизнеса.
С марта 2022 года королева Максима является почетным президентом «MIND Us» – платформы для охраны психического здоровья, созданной в сотрудничестве с фондом MIND.

### UNSGSA
Королева Максима в настоящее время является специальным советником Генерального секретаря ООН по вопросам инклюзивных финансов для развития (UNSGSA). В сентябре 2009 года тогдашний Генеральный секретарь ООН Пан Ги Мун назначил её на эту должность, чтобы повысить осведомленность о важности инклюзивных финансовых систем для достижения целей экономики и развития, таких как сокращение масштабов нищеты, продовольственная безопасность и образование. В своей работе в качестве представителя ООН Королева уделяет особое внимание тому, как официальные финансовые услуги, такие как сбережения, страхование и кредитование, могут предотвратить бедность людей из-за расходов на здравоохранение, а также людей, которые не в состоянии защитить себя от роста цен на продовольствие и бедности, поскольку у них нет доступа к основным сберегательным счетам. Роль UNSGSA ООН заключается в содействии действиям правительств, частного сектора, органов, устанавливающих стандарты финансовой системы, и других лиц по созданию более инклюзивной финансовой системы, которая работает в интересах бедных. В последующие годы ее деятельность в качестве специального адвоката расширилась до пропаганды цифровых финансовых технологий, финансового благополучия, ответственных технологий для расширения доступа к финансовым услугам в поддержку целей устойчивого развития и финансирования сельского хозяйства. Максима также выступает за расширение доступа к финансовым услугам, улучшение защиты прав потребителей и повышение финансовой грамотности. Согласно веб-сайту UNSGSA, она «стремится открыть возможности для развития и экономической интеграции для всех».
Королева Максима посетила несколько стран по поручению Организации Объединенных Наций. Она также записала видео для запуска глобальной базы данных Findex в 2021 году. Королева Максима также является почетным патроном Глобального партнерства G20 по расширению доступа к финансовым услугам (GPFI) с июня 2011 года. В этой роли она работает с правительствами и партнерами над продвижением Плана действий G20 по расширению доступа к финансовым услугам и программы взаимного обучения G20 по расширению доступа к финансовым услугам. Ранее Королева была членом консультативной группы по проведению Международного года микрокредитования Организации Объединенных Наций в 2005 году, а до 2009 года была членом консультативной группы ООН по инклюзивным финансовым секторам. Она также является попечителем Глобальной повестки дня в рамках инициативы Всемирного экономического форума «Глобальные вызовы будущему мировой финансовой системы». Максима организовала конференцию CEO Partnership for Economic Inclusion.

## Международные обязанности
Как банковский специалист, Максима с 2006 по 2009 годы была членом группы советников ООН по секторам инклюзивного финансирования, а в 2009 году была назначена специальным адвокатом Генерального секретаря ООН по вопросам финансирования развития. Её задачей является работа с правительствами, парламентами, финансовыми регуляторами, финансовыми учреждениями, направленная на повышение доступности финансирования, финансовой грамотности и защиты потребителей.

## Награды
- : Дама Большого креста ордена Нидерландского льва
- : Памятная медаль «Бракосочетание Виллема-Александра и Максимы Соррегьета»
- : Коронационная медаль короля Виллема-Александра

### Иностранные
- : Дама Большого креста ордена Короны (2006)[26]
- : Дама Ленты ордена Ацтекского орла (2009)[27]
- : Дама ордена Султана Кабуса 1 класса (10 января 2012)[28]
- : Дама Большого креста ордена Изабеллы Католички (19 декабря 2001 года)[29]
- : Командор Большого креста ордена Полярной звезды (2010)[30]
- : Дама ордена Федерации (9 января 2012)[31]
- Бразилия : Дама Большого креста ордена Южного креста (2003)
- Бруней : Дама Королевского фамильного ордена Брунея (21 января 2013 года)
- Чили : Дама Большого креста ордена Заслуг (2003)
- Франция : Дама Большого крест ордена Заслуг (20 января 2014 года)
- Люксембург : Дама Большого крест ордена Адольфа Нассау (24 апреля 2006 года)
- Норвегия : Дама Большого крест ордена святого Олафа (2 октября 2013 года)
- Польша: Дама ордена Белого орла (24 июня 2014 года)[32]
- Япония: Дама ордена Драгоценной короны 1 класса (29 октября 2014 года)
- Дания: Дама ордена Слона (17 марта 2015 года)
- Бельгия: Дама Большого креста ордена Леопольда I (28 ноября 2016 года)
- Португалия: Дама Большой цепи ордена Инфанта дона Энрике (GColIH) (10 октября 2017 года)
- Люксембург: Дама ордена Золотого льва Нассау (23 мая 2018 года)
- Эстония: Дама ордена Креста земли Марии 1 класса (5 июня 2018 года)
- Латвия: Дама Большого креста ордена Трёх звёзд (6 июня 2018 года)
- Литва: Дама Большого креста ордена «За заслуги перед Литвой» (13 июня 2018 года)
- Кабо-Верде: Медаль «За заслуги» 1 класса (10 декабря 2018 года)
- Франция : Дама Большого креста ордена Почётного легиона (апрель 2023 года)
- Чехия : Дама ордена Белого льва 1 класса (июнь 2025 года)

### Комментарии
1. ↑  Переведено с голландского оригинала.